# Куп Кариба 1989.
Куп Кариба 1989. (познат као Шел Куп Кариба због спонзорства) било је прво издање Купа Кариба, основано од стране ФСК, једне од КОНКАКАФ зона. Домаћин финалног дела турнира је био Барбадос. Титулу за ферплеј је добила репрезентација Гренаде. Укупан број голова у табели је мањи за број голова кваливикационе групе Ц, пошто за њу нема података.
Турнир је спонзорисала компанија Шел. након што су на турнир прво организовали запослени у Шел Антилес и Гуланас Лтд. Барбадос се аутоматски био квалификован за завршно такмичење јер су били домаћини такмичења и Шел (са седиштем у Барбадосу) је сматрао да је био је најпогоднији за домаћина турнира зато што има међународни аеродром. 
У квалификацијама за финални део Купа Кариба учествовало је 17. репрезентација. Гвајана је била дисквалификована па је остало 16. репрезентација. На финални део турнира се пласирало 6. репрезентација. Са квалификацијама и финалним делом одиграно је укупно 37 утакмица и постигнуто је 113 голова, међутим пошто за неке утакмице нема података тако да се може речи да је број постигнутих голова већи. Квалификације су почеле 23. априла а финални турнир се завршио 9. јула 1989. године.

## Куп Кариба 1989. − квалификације
- Победник групе се квалификовао за завршни турнир заједно са два најбоље екипе на позицији број два из три квалификационе групе.
  -  Барбадос квалификовао се као домаћин.
  -  Гвајана дисквалификована због неплаћања обавеза према ФИФАи.

### Група А
| Тим               | О | П | Н | И | ГД | ГП | ГР  | Бод. |
| ----------------- | - | - | - | - | -- | -- | --- | ---- |
| Гренада           | 4 | 4 | 0 | 0 | 13 | 1  | +12 | 8    |
| Тринидад и Тобаго | 4 | 3 | 0 | 1 | 16 | 4  | +12 | 6    |
| Сент Китс и Невис | 4 | 2 | 0 | 2 | 6  | 5  | +1  | 4    |
| Француска Гвајана | 4 | 1 | 0 | 3 | 5  | 7  | −2  | 2    |
| Аруба             | 4 | 0 | 0 | 4 | 4  | 27 | −23 | 0    |

- Недостају голови са утакмице између репрезентација Гренаде и Француске Гвајане.
- Гвајана је била дискфалификована због неплаћања обавеза према ФИФАи.

| Тринидад и Тобаго | 11:2 | Аруба |
| ----------------- | ---- | ----- |
|                   |      |       |

| Сент Китс и Невис | 1:0 | Француска Гвајана |
| ----------------- | --- | ----------------- |
|                   |     |                   |

| Гренада | 2:1 | Сент Китс и Невис |
| ------- | --- | ----------------- |
|         |     |                   |

| Француска Гвајана | 1:3 | Тринидад и Тобаго |
| ----------------- | --- | ----------------- |
|                   |     |                   |

| Аруба | 0:8 | Гренада |
| ----- | --- | ------- |
|       |     |         |

| Сент Китс и Невис | 0:2 | Тринидад и Тобаго |
| ----------------- | --- | ----------------- |
|                   |     |                   |

| Гренада | 1:0 | Тринидад и Тобаго |
| ------- | --- | ----------------- |
|         |     |                   |

| Француска Гвајана | 4:1 | Аруба |
| ----------------- | --- | ----- |
|                   |     |       |

| Аруба | 1:4 | Сент Китс и Невис |
| ----- | --- | ----------------- |
|       |     |                   |

| Гренада | 2:0 | Француска Гвајана |
| ------- | --- | ----------------- |
|         |     |                   |

### Група Б
| Тим                         | О | П | Н | И | ГД | ГП | ГР  | Бод. |
| --------------------------- | - | - | - | - | -- | -- | --- | ---- |
| Сент Винсент и Гренадини    | 4 | 3 | 1 | 0 | 14 | 2  | +12 | 7    |
| Холандски Антили            | 4 | 3 | 0 | 1 | 21 | 4  | +17 | 6    |
| Мартиник                    | 4 | 2 | 1 | 1 | 13 | 3  | +10 | 5    |
| Британска Девичанска Острва | 4 | 1 | 0 | 3 | 5  | 9  | −4  | 2    |
| Свети Мартин Хол.           | 4 | 0 | 0 | 4 | 1  | 33 | −32 | 0    |

| Сент Винсент и Гренадини | 9:0 | Свети Мартин Хол. |
| ------------------------ | --- | ----------------- |
|                          |     |                   |

| Холандски Антили | 3:1 | Мартиник |
| ---------------- | --- | -------- |
|                  |     |          |

| Свети Мартин Хол. | 1:4 | Британска Девичанска Острва |
| ----------------- | --- | --------------------------- |
|                   |     |                             |

| [[Фудбалска репрезентација Мартиника {{{altlink2}}}\|Мартиник]] | 0:0 | Сент Винсент и Гренадини |
| --------------------------------------------------------------- | --- | ------------------------ |
|                                                                 |     |                          |

| Сент Винсент и Гренадини | 3:2 | Холандски Антили |
| ------------------------ | --- | ---------------- |
|                          |     |                  |

| [[Фудбалска репрезентација Мартиника {{{altlink2}}}\|Мартиник]] | 2:0 | Британска Девичанска Острва |
| --------------------------------------------------------------- | --- | --------------------------- |
|                                                                 |     |                             |

| Холандски Антили | 4:1 | Британска Девичанска Острва |
| ---------------- | --- | --------------------------- |
|                  |     |                             |

| [[Фудбалска репрезентација Мартиника {{{altlink2}}}\|Мартиник]] | 10:0 | Свети Мартин Хол. |
| --------------------------------------------------------------- | ---- | ----------------- |
|                                                                 |      |                   |

| Свети Мартин Хол. | 0:10 | Холандски Антили |
| ----------------- | ---- | ---------------- |
|                   |      |                  |

| Сент Винсент и Гренадини | 2:0 | Британска Девичанска Острва |
| ------------------------ | --- | --------------------------- |
|                          |     |                             |

### Група Ц
| Тим               | О | П | Н | И | ГД | ГП | ГР | Бод. |
| ----------------- | - | - | - | - | -- | -- | -- | ---- |
| Гваделуп          | 4 | 3 | 0 | 1 | ?  | ?  | —  | 6    |
| Антигва и Барбуда | 4 | 3 | 0 | 1 | ?  | ?  | —  | 6    |
| Света Луција      | 4 | 2 | 1 | 1 | ?  | ?  | —  | 5    |
| Јамајка           | 4 | 0 | 2 | 2 | 2  | 6  | −4 | 2    |
| Доминика          | 4 | 0 | 1 | 3 | ?  | ?  | —  | 1    |

- Гвадалупа је освојила групу на основу гол-разлике, док је Антигва елиминисана као најлоши вицешампион групе. Оба тима су имала три победе и по један пораз.

| Антигва и Барбуда | 1:0 | Јамајка |
| ----------------- | --- | ------- |
|                   |     |         |

| Света Луција | 2:0 | Доминика |
| ------------ | --- | -------- |
|              |     |          |

| Јамајка | 1:3 | Гваделуп |
| ------- | --- | -------- |
|         |     |          |

| Доминика | 0:1 | Антигва и Барбуда |
| -------- | --- | ----------------- |
|          |     |                   |

| Антигва и Барбуда | ?:? | Света Луција |
| ----------------- | --- | ------------ |
|                   |     |              |

| Гваделуп | (победио) | Доминика |
| -------- | --------- | -------- |
|          |           |          |

| Света Луција | ?:? | Гваделуп |
| ------------ | --- | -------- |
|              |     |          |

| Доминика | 0:0 | Јамајка |
| -------- | --- | ------- |
|          |     |         |

| Гваделуп | ?:? | Антигва и Барбуда |
| -------- | --- | ----------------- |
|          |     |                   |

| Јамајка | 1:1 | Света Луција |
| ------- | --- | ------------ |
|         |     |              |

## Финална фаза

### Група А
| Тим               | О | П | Н | И | ГД | ГП | ГР | Бод. |
| ----------------- | - | - | - | - | -- | -- | -- | ---- |
| Тринидад и Тобаго | 2 | 1 | 0 | 1 | 3  | 2  | +1 | 2    |
| Гваделуп          | 2 | 1 | 0 | 1 | 2  | 1  | +1 | 2    |
| Барбадос          | 2 | 1 | 0 | 1 | 1  | 3  | −2 | 2    |

| Барбадос | 1:0 | Гваделуп |
| -------- | --- | -------- |
|          |     |          |

| Барбадос | 0:3 | Тринидад и Тобаго           |
| -------- | --- | --------------------------- |
|          |     | Филберт Џонс · Марлон Морис |

| Тринидад и Тобаго | 0:2 | Гваделуп |
| ----------------- | --- | -------- |
|                   |     |          |

### Група Б
| Тим                      | О | П | Н | И | ГД | ГП | ГР | Бод. |
| ------------------------ | - | - | - | - | -- | -- | -- | ---- |
| Гренада                  | 2 | 1 | 1 | 0 | 3  | 1  | +2 | 3    |
| Холандски Антили         | 2 | 0 | 2 | 0 | 2  | 2  | 0  | 2    |
| Сент Винсент и Гренадини | 2 | 0 | 1 | 1 | 1  | 3  | −2 | 1    |

| Гренада                                      | 2:0 | Сент Винсент и Гренадини |
| -------------------------------------------- | --- | ------------------------ |
| Чени Јозеф 17’ (пен.) · Френклин Драјтон 54’ |     |                          |

| Холандски Антили | 1:1 | Сент Винсент и Гренадини |
| ---------------- | --- | ------------------------ |
|                  |     |                          |

| Гренада | 1:1 | Холандски Антили |
| ------- | --- | ---------------- |
|         |     |                  |

## Финале
| Тринидад и Тобаго   | 2:1 | Гренада      |
| ------------------- | --- | ------------ |
| Двајт Јорк 24’, 89’ |     | Вејн Худ 84’ |

| Најбољи играч Стив Марк | Победник Купа Кариба 1989. Тринидад и Тобаго 1° титула | Најбољи стрелац Двајт Јорк, Филберт Џонс (по 2. гола) |

## Новчане награде
Новчани износ награде додељен је националном савезу:
- Победник: $10.000
- Финалиста: $5.000
- Треће место: $4.000
- Четврто место: $3.000